# Хадза Хісуї
Хадза Хісуї (яп. 羽座 妃粋; нар. 16 березня 1996) — японська футболістка. Вона грала за збірну Японії.

## Клубна кар'єра
У 2018 році дебютувала в «МЛАК Кобе Леонесса».

## Кар'єра в збірній
Дебютувала у збірній Японії 13 вересня 2014 року в поєдинку проти Гани. У 2014 році зіграла 4 матчі в національній збірній.

## Статистика виступів
| Збірна Японії | Збірна Японії | Збірна Японії |
| Рік           | Матчі         | Голи          |
| ------------- | ------------- | ------------- |
| 2014          | 4             | 0             |
| Загалом       | 4             | 0             |